# Schlangenluch
Das Schlangenluch ist ein Wohnplatz der Gemeinde Grünheide (Mark) im Landkreis Oder-Spree in Brandenburg.

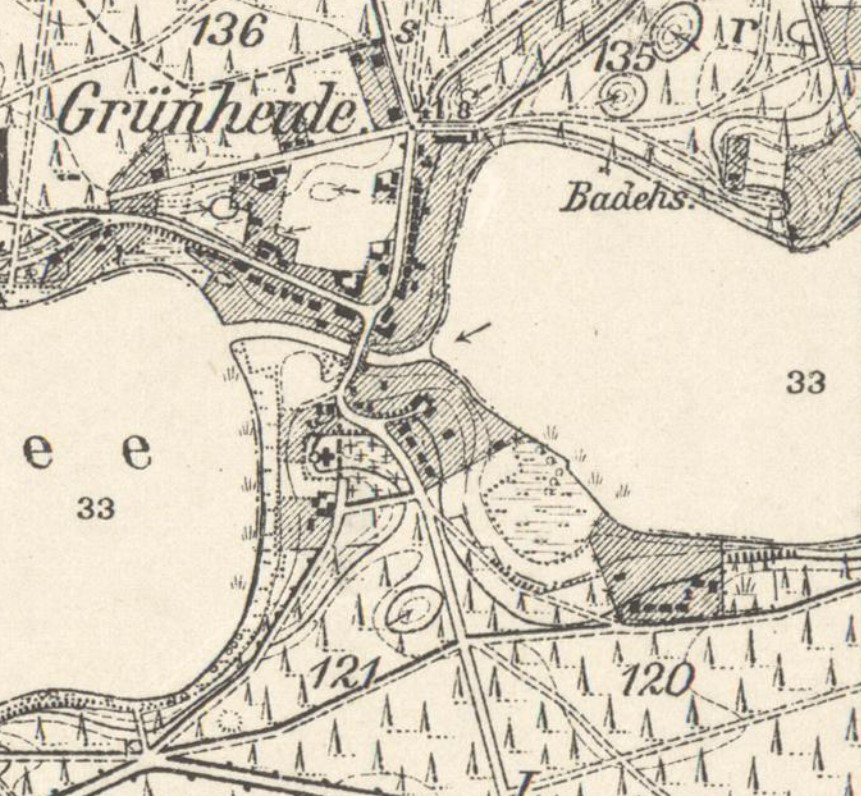
Grünheide und erste Wohnbebauung im Bereich des Wohnplatzes Schlangenluch (noch ohne Namen!) auf dem Meßtischblatt 1:25.000 Bl. 3548 Rüdersdorf (Aufnahme von 1903, Auflagedruck 1916)

## Geografische Lage
Der Wohnplatz liegt am südwestlichen Ufer des Peetzsees und damit in unmittelbarer Nähe des Gemeindezentrums, das sich rund 820 m nordwestlich befindet. Am gegenüberliegenden Ufer liegt der Wohnplatz Waldeck und nordöstlich der Gemeindeteil Altbuchhorst. Westlich liegt Bergluch, ein weiterer Wohnplatz der Gemeinde.

## Geschichte
In der Topographischen Karte 1:25.000 Bl. 3548 Rüdersdorf (Aufnahme 1901, Auflagedruck 1916) ist bereits eine Wohnbebauung im Schlangenluch erkennbar. In der Zeit der DDR existierte dort eine Schule des FDGBs, die unter anderem Flächen nutzte, die Eigentümern aus Berlin-West durch Enteignung entzogen wurden. Im Jahr 1963 zog dort ein Büro für Landwirtschaft ein. Im 21. Jahrhundert wird die Gemarkung am Südufer des Peetzsees von einem großen Campingplatz dominiert.